# Nikolai Sergejewitsch Wolkonski (Politiker)

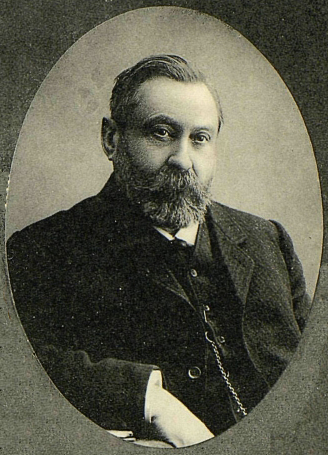
Fürst Nikolai Sergejewitsch Wolkonski (um 1909)

Nikolai Sergejewitsch Wolkonski (russisch Николай Сергеевич Волконский; * 17. Februar 1848 auf dem Landgut Simarowo in der Provinz Rjasan; † 17. März 1910 in Moskau) war ein russischer Fürst, Politiker und Mitglied in der Ersten und Dritten Staatsduma. Als Politiker trat er für die Semstwo, die lokale und regionale Selbstverwaltung, ein.

## Leben
Nikolai Sergejewitsch Wolkonski wurde auf dem Landgut Simarowo (Oblast Rjasan) geboren, die Familie Wolkonski hatte in der Oblast, durch den Großbesitz von Ländereien, erheblichen politischen und landwirtschaftlichen Einfluss. Sein Vater Sergei Wassiljewitsch (1819–1884) setzte sich für öffentliche Reformen ein und stand in persönlicher Verbindung zu Alexander II. (1818–1881). In seiner Jugendzeit wurde Nikola Sergejewitsch im Hausunterricht von Wassili Ossipowitsch Kljutschewski (1841–1911) unterrichtet. Danach studierte er an der Universität Moskau, in der Philosophischen Fakultät, Rechtswissenschaften.
1873 war er in der Wirtschaftsabteilung des Innenministeriums tätig. Von 1875 bis 1878 war als Beamter beim Gouverneur von Rjasan angestellt. In dieser Funktion begleitete er den Gouverneur N. S. Abazu als Hauptkommissar des Roten Kreuzes während des russisch-türkischen Krieges. Im Jahr 1878 war er ehrenamtlich an den Universitäten Wien und in Berlin tätig. Im Jahr 1874 wurde er zum Sprecher der Provinz Rjasan gewählt, 1875 war er Kassenprüfer im Landkreis Ranenburg und wurde zum Wirklichen Staatsrat ernannt.
Seine politische Laufbahn begann 1891 mit der Wahl in den Provinzrat Rjasan, dessen Vorsitz er von 1897 bis 1900 übernahm. Er setzte sich während dieser Zeit aktiv für die Bekämpfung der Hungersnot und der Nahrungsprobleme ein. 1906 wurde er zum Adelsmarschall des Bezirks Saposchkowskiin  der Provinz Rjasan gewählt. Ab 1899 veröffentlichte er mehrere Artikel in der Westnik Jewropy und Russkije wedomosti, er beteiligte sich an einigen Resolutionen und Manifesten, er war 1905 Mitbegründer der Oktobristen und gehörte dem linken Flügel an und wurde 1906 Mitglied der Moskauer Abteilung des Zentralkomitees der Oktobristischen Partei sowie Vorsitzender der Rjasan-Abteilung dieser politischen Partei. Am 14. April 1906 wurde er in die Erste Staatsduma gewählt und zum Mitglied der Agrarkommission ernannt. Die Erste Staatsduma wurde nach nur 78 Tagen im Juli 1906 aufgelöst. Die Dritte Staatsduma wurde, nachdem die Zweite Staatsduma nach wenigen Monaten aufgelöst wurde, im November 1907 gewählt und hielt bis in das Jahr 1912. In dieser Legislaturperiode waren auch Wladimir Michailowitsch Wolkonski (1868–1953) als Vorsitzender, sein Cousin Wladimir Wiktorowitsch Wolkonski (1866–1914) und Sergei Sergejewitsch Wolkonski (1856–1916) als Mitglied vertreten. Nikolai Sergejewitsch Wolkonski gehörte der Fraktion 17. Oktober (Oktobristen) an und unterstützte die progressiven und konstitutionellen Demokraten. Er war Kommissionsmitglied für Neuansiedlungen und im Ausschuss zur Änderung der Bauerngesetze. Als er 1910 verstarb, wurde der Oktobrist A. D. Schumacher zu seinem Nachfolger gewählt.

## Herkunft und Familie

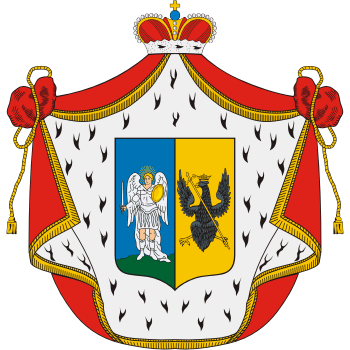
Familienwappen der Wolkonskis

Knes Nikolai Sergejewitsch Wolkonski stammte aus dem altrussischen Fürstengeschlecht Wolkonski. Seine Eltern waren Sergei Wassiljewitsch Wolkonski (1819–1884) und Nadeschda Petrowna Wolkonskaja (* nach 1820). Nikolai heiratete 1883 Anastasia Andrejewna Wolkonskaja (* um 1855), ihre Nachkommen waren: Wladimir Nikolajewitsch (1875–1918); Alexei Nikolajewitsch Wolkonski; Sergei Nikolajewitsch Wolkonski, Nikolai Nikolajewitsch Wolkonski und Olga Nikolajewna Wolkonski.